# Aeródromo de Santa Cilia-Los Pirineos
El Aeródromo de Santa Cilia (código IATA: ??? código ICAO:LECI), es un aeródromo de la Provincia de Huesca.
Este aeródromo está destinado al uso privado y deportivo. Es el aeródromo más importante del norte de la provincia de Huesca.

## Instalaciones
Tiene dos pistas de orientación este-oeste (90° y 270°) para uso deportivo. La pista situada más al norte tiene 850m y está destinada al uso general, la situada más al sur, de 650m está destinada al aterrizaje de planeadores.

## Cómo acceder al aeródromo
La localidad de Santa Cilia se ubica a unos 20 km al oeste de la ciudad de Jaca; el aeródromo se encuentra unos kilómetros al noroeste de la localidad y se accede por una carretera local que parte directamente de la N-240 (a corto plazo A-21), a la altura de Santa Cilia.

## Características
Está situado a 680 m de altitud (42°34′9″ N; 0°43′33″ O) y a 1,3 km del término municipal de Santa Cilia del partido judicial de Jaca. 
La longitud de la pista es de unos 830 m y orientación 08/26. Es un aeródromo perteneciente a la Dirección General de Turismo de la Diputación General de Aragón que gestiona Fly-Pyr Santa Cilia y está destinado a la aviación general y vuelo sin motor.